# Juan José Andrade
Juan José Andrade Figueroa (11 de julio de 1993) es un deportista ecuatoriano que compite en triatlón. Ganó una medalla de bronce en el Campeonato Panamericano de Triatlón de 2017.

## Palmarés internacional
| Campeonato Panamericano | Campeonato Panamericano | Campeonato Panamericano | Campeonato Panamericano |
| Año                     | Lugar                   | Medalla                 | Prueba                  |
| ----------------------- | ----------------------- | ----------------------- | ----------------------- |
| 2017                    | Puerto López (Ecuador)  | Medalla de bronce       | Individual              |